# Eparchie Butschatsch

Wappen

Die Eparchie Butschatsch (lateinisch Eparchia Bucacensis) ist eine in der Ukraine gelegene Eparchie der ukrainischen griechisch-katholischen Kirche mit Sitz in Tschortkiw.

## Geschichte
Die Eparchie wurde am 21. Juli 2000 aus Gebietsabtretungen der Eparchie Ternopil errichtet. Sie umfasst sechs Rajone im südlichen Teil der Oblast Ternopil. Das Gebiet ist in rot auf der Karte unten dargestellt.

## Bischöfe der Eparchie Butschatsch
- Irynej Bilyk OSBM, 2000–2007
  - Demetrius Hryhorak OSBM, 2007–2011 (als Apostolischer Administrator)
- Demetrius Hryhorak OSBM, seit 2011